# Limnichus lewisi
Limnichus lewisi is een keversoort uit de familie dwergpilkevers (Limnichidae). De wetenschappelijke naam van de soort werd in 1963 gepubliceerd door Takehiko Nakane.